# Blender Game Engine
Il Blender Game Engine è stato un componente di Blender, una suite completa di produzione 3D gratuita e open source, utilizzato per la creazione di contenuti interattivi in tempo reale. Questo motore di gioco venne scritto da zero in C++ come componente sostanzialmente indipendente, e includeva il supporto per funzionalità quali lo scripting Python e il suono OpenAL 3D.

## Storia
Erwin Coumans e Gino van den Bergen svilupparono il Blender Game Engine nel 2000. L'obiettivo era quello di creare un prodotto commerciale e per creare facilmente giochi e altri contenuti interattivi, in modo artist-friendly. Questi giochi possono funzionare sia come applicazioni stand-alone o integrati in una pagina web utilizzando un plugin speciale. Di questo plugin è stato alla fine interrotto lo sviluppo, a causa dell'incapacità della sandbox di Python di mantenere un certo grado di sicurezza. Un altro plugin è apparso negli ultimi tempi e si chiama Burster, che consente un gameplay embedded e sicuro sui siti web, con sandboxing e il supporto alla crittografia.
Il codice sorgente della libreria di fisica (SUMO) non è diventato open-source quando lo è divenuto il resto della suite di Blender, ciò ha impedito al motore di gioco di funzionare fino alla versione 2.37a.
Con la versione 2.41 Blender si è presentato una versione che è stata quasi interamente dedicata al motore di gioco. L'audio è supportato da questa versione.
La versione 2.42 ha portato diverse nuove importanti funzionalità, tra cui l'integrazione della libreria Bullet Rigid Body Dynamics.
Un nuovo sistema per l'integrazione di shaders GLSL e la fisica soft bodies è stata aggiunta nella versione 2.48 per contribuire a portare il motore del gioco in linea con i motori di gioco moderni. Come Blender, il motore di gioco utilizzava OpenGL, una libreria grafica cross-platform, per comunicare con l'hardware grafico in dotazione al computer.

## Caratteristiche
Il motore di gioco di Blender usava un sistema di interfaccia grafica a "mattoni logici" (una combinazione di "sensori", "controller" e "attuatori") per controllare il movimento e la visualizzazione degli oggetti nel motore stesso. Poteva inoltre essere esteso tramite un insieme di binding Python.
- Editor di logica munito di interfaccia grafica per definire il comportamento interattivo senza programmazione
- Rilevamento delle collisioni e simulazione dinamica supportano ora la Bullet Physics Library. Bullet è una libreria open source per il rilevamento delle collisioni e la dinamica dei corpi rigidi sviluppata per PlayStation 3
- Tipo di oggetti: poliedro convesso, box, sfera, cono, cilindro, capsula, composto e il triangolo statico con modalità automatica di disattivazione
- Rilevamento delle collisioni discrete per la simulazione dei corpi rigidi
- Supporto per l'attivazione in-game di vincoli dinamici
- Pieno supporto per la dinamica del veicolo, comprese le spring reactions, rigidità, smorzamento, l'attrito degli pneumatici, ecc.
- API per lo scripting Python per il controllo sofisticato e l'intelligenza artificiale, logica di gioco avanzata completamente definita
- Supporta tutte le modalità di illuminazione OpenGLTM, comprese le trasparenze, le texture animate e con mappa di riflessione
- Supporto per le modalità multimateriale, multitexture e la sua curvatura, illuminazione per pixel, illuminazione dinamica, modalità di mapping, GLSL vertexPaint fusione delle strutture, ombreggiatura stile cartoon, materiali animati, il supporto per il Normal Mapping e il Parallax Mapping
- La riproduzione di giochi e contenuti interattivi 3D senza compilazione o pre-elaborazione
- Audio, utilizzando il toolkit SDL
- Multi-stratificazione di scene per le interfacce on overlay.

## Galleria d'immagini

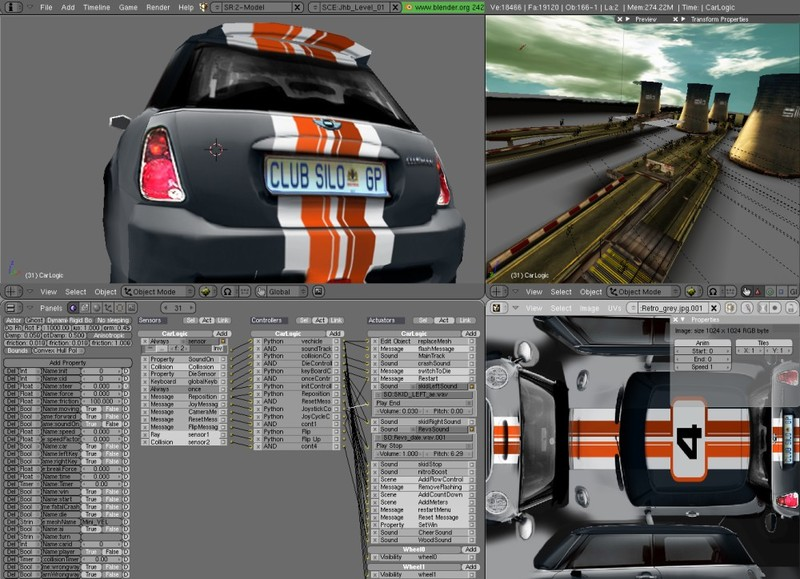
schermata Blender Game Engine 2.42
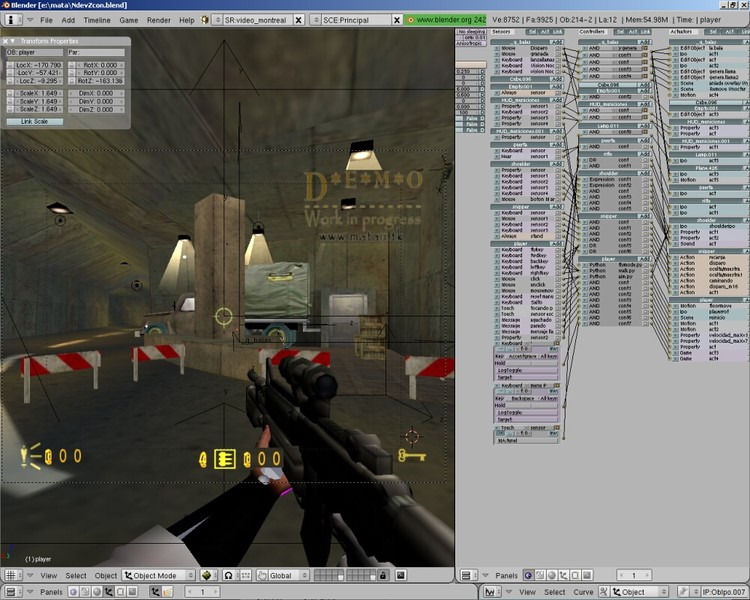
schermata Blender Game Engine 2.42
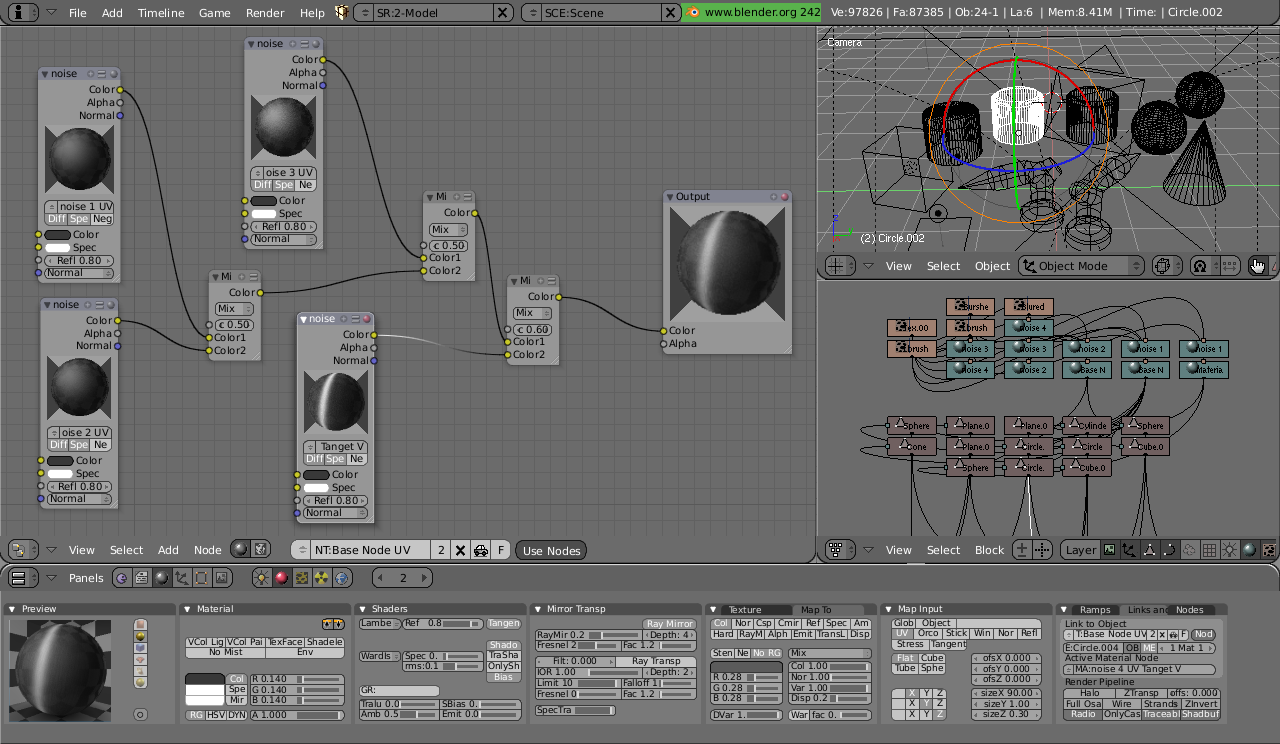
schermata Blender GLSL shader node editor 2.42
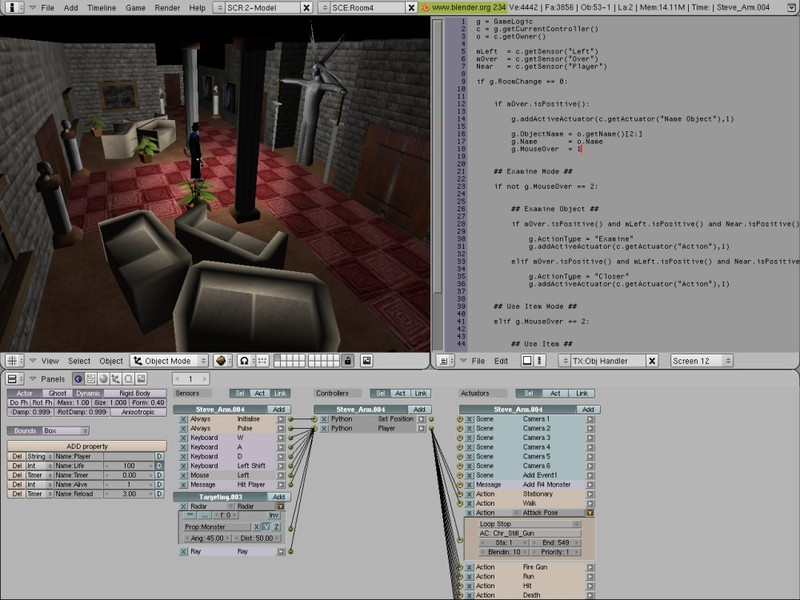
Logic Bricks e Python Scripting

## Giochi degni di nota
- Yo Frankie!
- Dead Cyborg - un gioco d'avventura sci-fi libera da giocare e basata sulle donazioni.
- Sintel The Game
- Boro-Toro - un gioco di puzzle platform a scorrimento laterale. Ha vinto il premio BAFTA 2009 "Ones to Watch" award.[3]